# Сифорд (Њујорк)
Сифорд (енгл. Seaford) насељено је место без административног статуса у америчкој савезној држави Њујорк.

## Демографија
По попису из 2010. године број становника је 15.294, што је 497 (-3,1%) становника мање него 2000. године.
| Група             | 2000.          | 2010.          |
| Белци             | 14.819 (93,8%) | 13.986 (91,4%) |
| Афроамериканци    | 49 (0,3%)      | 74 (0,5%)      |
| Азијати           | 265 (1,7%)     | 341 (2,2%)     |
| Хиспаноамериканци | 586 (3,7%)     | 761 (5,0%)     |
| Укупно            | 15.791         | 15.294         |